# 譬喩経
『譬喩経』（ひゆきょう、巴: Apadāna、アパダーナ）とは、パーリ仏典経蔵小部の第10経。
仏弟子の過去世についての詩。
なお、初期仏教は「仏の姿の具体的な描写」をタブー視していたが、アパダーナのエピソードには仏像の絵を記した旗など仏教美術に寛容な表現が含まれており、仏像が最初に造られた西暦1世紀末前後よりも以降の成立である、と推測される。
対応するサンスクリット仏典の分類にアヴァダーナがある（十二部経の一）。

## 構成
- 長老の譬喩（Therāpadāna） - 全56章（品）

1. 仏陀品
2. シーハーサナ品
3. 須菩提品
4. 軍頭波漠品
5. 優波離品
6. ヸーヂャニー品
7. サカチッタニヤ品
8. ナーガサマーラ品
9. ティミラプッピヤ品
10. スーダ品
11. ビッカダーヰー品
12. マハーパリヷーラ品
13. セーレッヤカ品
14. 輸毘多品
15. チャッタ品
16. バンドゥヂーヷカ品
17. スパーリチャリヤ品
18. 拘物頭品
19. クタヂャプッピヤ品
20. タマーラプッピヤ品
21. カニカーラプッピヤ品
22. ハッティ品
23. アーランバナダーヤカ品
24. ウダカーサナダーヤカ品
25. トゥヷラダーヤカ品
26. トーマダーヤカ品
27. パドゥムッケーパ品
28. スヷンナビンボーハナ品
29. パンナダーヤカ品
30. チタカプーヂャカ品
31. パドゥマケーサリヤ品
32. アーラッカダーヤ品
33. ウンマープッピヤ品
34. ガンドーダカ品
35. エーカパドゥミヤ品
36. サッダサンニャカ品
37. マンダーラプッピヤ品
38. ボーディヷンダカ品
39. アヷンタパラ品
40. 畢隣陀品
41. 帝須弥勒品
42. 跋陀利品
43. サキンサマッヂャカ品
44. エーカヸハーリ品
45. ヸビータキ品
46. ヂャガティダーヤカ品
47. サーラプッピヤ品
48. ナラマーリー品
49. パンスクーラ品
50. キンカニプッピヤ品
51. カニカーラ品
52. クレーンヂャパラダーヤカ品
53. ティナダーヤカ品
54. 迦旃延品
55. 抜提品
56. ヤサ品

- 長老尼の譬喩（Therīapadāna） - 全4章（品）

1. 善慧品
2. エークーポーサティカ品
3. 君荼羅繋頭品
4. 刹帝利童女品

## 日本語訳
- 『南伝大蔵経』 大蔵出版
- 『小部経典』 第3巻-第5巻、正田大観、Kindle 2015年
- 『仏教説話大系 25・26　アバダーナ物語』鈴木出版
- 『原典訳 原始仏典 下』中村元編、新版・ちくま学芸文庫、2017年